# 中国加勒比事务特使列表
中国加勒比事务特使是中华人民共和国政府任命的特使，主要职责为推动中华人民共和国与加勒比国家交流合作。

## 历任特使列表

### 中国加勒比事务特使（2007年至今）
2007年，中国政府任命赵振宇为中国加勒比事务特使。在赵振宇卸任后，中国政府长期未再任命新特使。2022年4月，中国外长王毅宣布将安排加勒比事务特使尽快访问加勒比国家。
| 姓名   | 任命   | 免职   | 外交衔级 | 外交职务 | 备注 | 备注 |
| ------ | ------ | ------ | -------- | -------- | ---- | ---- |
| 赵振宇 | 2007年 | 2012年 | 大使     | 特使     |      |      |